# Venekoten
Venekoten (Stellingwerfs: Venekoten of Venekooten; Fries: Feanekoaten) is een buurtschap in de gemeente Ooststellingwerf, in de Nederlandse provincie Friesland.
Het is aan de zuidoostkant van Oosterwolde gelegen, onder het industrieterrein van het dorp. Het bestaat uit enkele boerderijen aan de gelijknamige weg en de Houtwal.
De vroegst bekende vermelding van de buurtschap is in de rentmeestersrekeningen van 1527. In 1543 werd het vermeld als Venekoeten, in 1622 als Veencoten en in 1861 als  Veenekooten. De plaatsnaam verwijst meer dan waarschijnlijk naar een klein huis of boerderij (kot) in een veengebied.